# 煙霧彈
煙霧彈（英文：Smoke grenade），有时称烟幕弹，是一種裝載發煙劑的非致命性榴弹（包括手榴弹），其最大的作用為產生煙霧，以達到遮蔽视线、掩护队伍行动、标示目标或传达信号等戰術作用。烟雾弹的释放效果与风向密切相关，使用者需根据风向判断其投掷位置。

## 类型

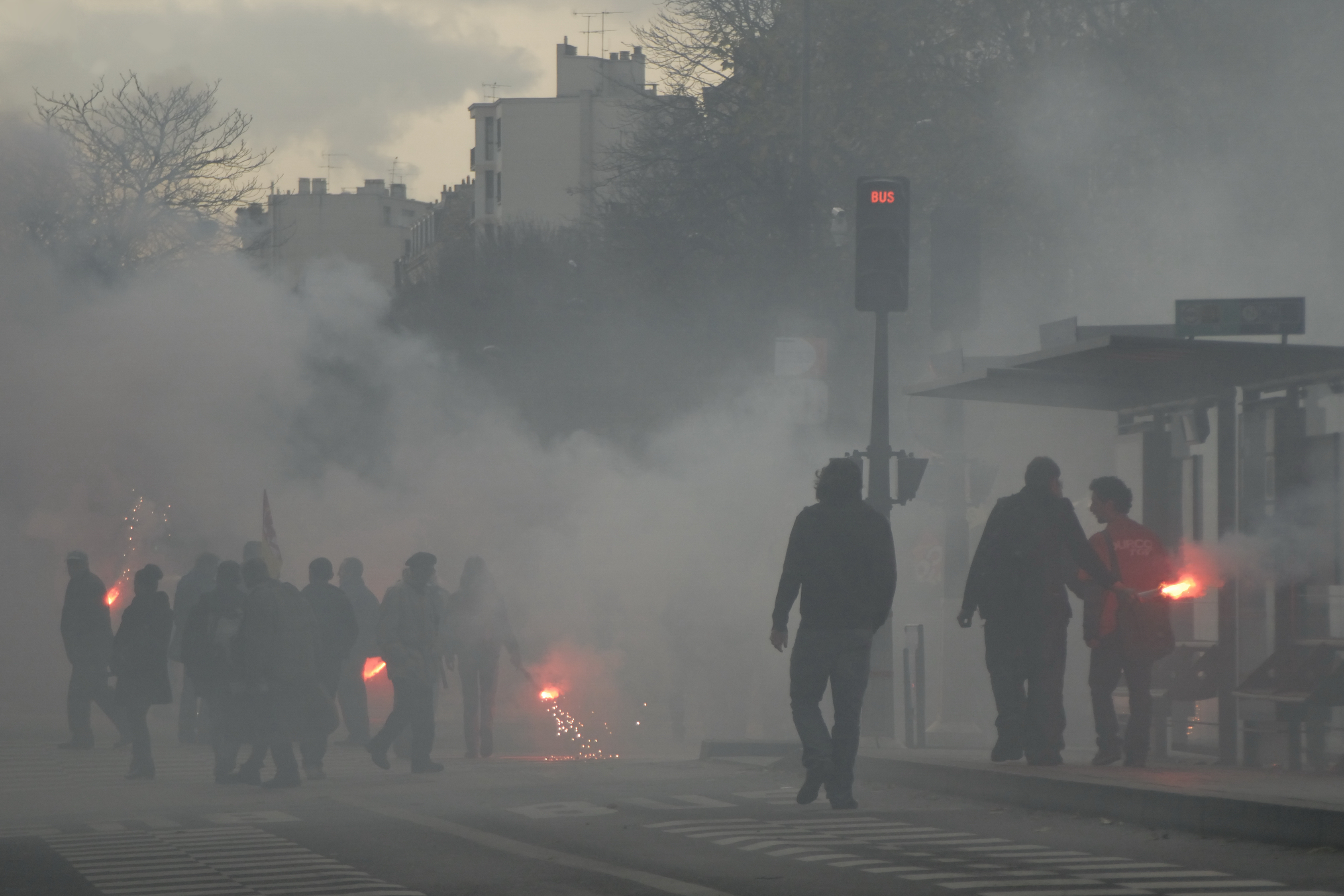
2008年巴黎示威中使用的煙霧彈

煙霧彈主要有噴射式與爆炸式两种：

### 喷射式烟雾弹
喷射式烟雾弹主要以六氯乙烷作为发烟剂。引信触发后，白烟会从顶部及底部的排放孔喷出，典型的例子为M18烟雾弹。彩色烟雾弹则采用氯酸钾、乳糖和染料作为发烟剂，释放彩色烟雾，用于标记或信号指示。

### 爆炸式烟雾弹
爆炸式烟雾弹由引信、弹壳、发烟剂和炸药管组成，其发烟剂通常为白磷。使用时，引信引爆弹壳中的炸药，白磷与空气接触后自行燃烧，产生大量白色气体（五氧化二磷）。

## 用途
烟雾弹广泛应用于广泛应用于军事、执法、消防以及民用领域。
在军事作战中，烟雾弹常用于遮蔽部队行动、掩护突击或撤退，同时也能作为信号标记区域，引导空中或地面支援。在执法和反恐行动中，烟雾弹被用来干扰敌方视线，帮助特警突袭和解救人质，同时还能在暴力事件中用于驱散人群。消防领域则利用烟雾弹进行演练，模拟火灾环境，提高救援人员的应急能力。此外，烟雾弹还被广泛用于影视特效、创意摄影和户外活动中，制造视觉冲击和氛围效果。